# Битва народов
Би́тва под Ле́йпцигом (в литературе также часто встречается название Би́тва наро́дов, нем. Völkerschlacht bei Leipzig, 16—19 октября 1813 года) — крупнейшее сражение во время Наполеоновских войн и в мировой истории до Первой мировой войны. Армия императора французов Наполеона I потерпела поражение от союзных армий России, Австрии, Пруссии и Швеции.
Битва произошла на территории Саксонии. В состав армий противников входили войска различных немецких государств. В первый день сражения 4 (16) октября 1813 года Наполеон удачно атаковал, но под давлением превосходящих сил союзников вынужден был 18 октября отступить к Лейпцигу. 19 октября Наполеон с большими потерями начал отступление во Францию.
Сражение завершило кампанию 1813 года. В результате победы при Лейпциге союзники вторглись во Францию в 1814 году и после победоносных сражений заставили Наполеона отречься от престола.

## Предыстория
После Русской кампании 1812 года, закончившейся уничтожением французской армии, весной 1813 года против Наполеона восстала Пруссия. Русско-прусские войска освободили Германию вплоть до реки Эльбы.
Наполеон Бонапарт, набрав новобранцев взамен погибших в России ветеранов, сумел одержать две победы над русско-прусскими войсками — при Лютцене (2 мая) и при Бауцене (21 мая), что привело к кратковременному прекращению огня с 4 июня 1813 года.
Перемирие закончилось 11 августа вступлением в войну против Наполеона Австрии и Швеции. Образовавшаяся Шестая коалиция объединила против Наполеона Австрию, Великобританию, Испанию, Португалию, Пруссию, Россию, Швецию и часть мелких немецких государств-княжеств.
Войска коалиции разделились на три армии: Северную армию под командованием шведского кронпринца Бернадота, Силезскую армию под командованием прусского фельдмаршала Блюхера и Богемскую армию под командованием австрийского фельдмаршала Шварценберга. Русские войска составляли значительные контингенты в составе всех трёх армий, однако по политическим причинам император Александр I не требовал верховного командования для российских генералов.
Император Наполеон в сражении при Дрездене 27 августа отбросил Богемскую армию союзников обратно в Австрию. Следуя стратегии Трахенбергского плана, союзники избегали прямых столкновений с Наполеоном, однако успешно сражались против его маршалов, одержав победы над маршалом Удино при Гросберене, над маршалом Макдональдом у Кацбаха, над маршалом Неем при Денневице и над генералом Вандамом под Кульмом. Затем на три недели наступила передышка, стороны собирались с силами.
В начале октября 1813 года войска союзников были усилены свежими подкреплениями и перешли в наступление на Наполеона, державшего оборону вокруг Дрездена на востоке Саксонии. Силезская армия фельдмаршала Блюхера обошла Дрезден с севера и перешла реку Эльбу севернее Лейпцига. К ней присоединилась и Северная армия кронпринца Бернадота. Богемская армия фельдмаршала Шварценберга оттеснила войска Мюрата, обошла Дрезден с юга и тоже двинулась в сторону Лейпцига, в тыл Наполеону.
Наполеон, оставив в Дрездене сильный гарнизон и выставив заслон против Богемской армии, поспешил к Лейпцигу, рассчитывая сначала разбить Блюхера и Бернадота. Прусские войска наступали с севера от Вартенбурга, российские и австрийские — с юга и запада, шведские — с севера, во втором эшелоне после пруссаков.
Наполеон искал решающей битвы, так как стратегия союзников на истощение сил обеспечивала им перевес при гораздо больших ресурсах. Как считают историки, роковой для Наполеона стала тактическая переоценка своих войск, вымотанных предыдущими боями и многодневными переходами, и стратегическая недооценка военной мощи союзников. Из-за неверной информации он сомневался в присутствии австрийской Богемской армии. Наполеон также ошибочно полагал, что русско-прусская Силезская армия находится значительно севернее, чем это было на самом деле.

## Силы сторон и командующие

### Франция и её союзники
Главнокомандующим французской армией был император Наполеон I Бонапарт. Несмотря на поражение в Русской кампании 1812 года, он по-прежнему властвовал над половиной континентальной Европы. За короткое время ему удалось увеличить численность французских войск на востоке с 30 до 130 тысяч, а с учётом войск союзников — до 400 тысяч, хотя восстановить прежнюю кавалерию ему не удалось. Под Лейпцигом у Наполеона было девять пехотных корпусов (более 120 тысяч), Императорская гвардия (три пехотных корпуса, кавалерийский корпус и артиллерийский резерв, всего до 42 тысяч), пять кавалерийских корпусов (до 24 тысяч) и гарнизон Лейпцига (около 4 тысяч). Помимо французов, армию Наполеона составляли немцы, поляки, итальянцы, бельгийцы, голландцы.
Польским контингентом (8-й пехотный корпус, около 5 тысяч), оставшимся верным Наполеону, командовал племянник короля Польши Станислава Августа князь Юзеф Понятовский. Как и большинство поляков, Понятовский приветствовал Тильзитский мир, считая его первым шагом к независимости Польши под протекторатом Франции. Отличившись при осаде Данцига и под Фридландом (1807 год), он был назначен военным министром временного правительства Польши, а в 1808 году — главнокомандующим польскими войсками. Участвовал в Русской кампании 1812 года, сражался при Бородино. После отступления из России остался верен Наполеону. В первый день Битвы народов (16 октября) стал единственным иностранцем, получившим маршальский жезл из рук Наполеона. При этом территория Польши находилась под властью императора Александра I.
Король Саксонии Фридрих-Август I вынужденно держал сторону Наполеона. По Тильзитскому миру Саксония получила Котбусский округ, отнятый у Пруссии, равно как и Варшавское герцогство, образованное из польских земель, принадлежавших Пруссии, что положило начало трениям с Пруссией. Как только в 1813 году прусско-русские войска вошли в Саксонию, Фридрих-Август бежал из Дрездена, опасаясь потерять корону в случае победы Пруссии. Советники Фридриха-Августа, Лангенау и граф Зенфт, стояли за сближение с Австрией, однако король отказывался, зная, что Австрия потребует отречения от прав на Варшавское герцогство. Тем не менее 20 апреля 1813 года была подписана тайная конвенция с Австрией, в результате чего Фридрих-Август отказал Наполеону в помощи кавалерией и запретил открывать крепость Торгау для французских войск, чем было остановлено движение маршала Нея на Берлин. После победы Наполеона в сражении при Лютцене Фридрих-Август отправил в отставку своего советника графа Зенфта и собственноручно в письме просил Наполеона о прощении. Когда Наполеон 7 октября покинул Дрезден, Фридрих-Август с семьёй последовал за ним. Саксонская дивизия входила в состав 7-го пехотного корпуса.

### Шестая коалиция
Силы союзников стягивались под Лейпциг по частям. Первыми подошли Силезская русско-прусская армия фельдмаршала Блюхера (54—60 тысяч, 315 орудий) и Богемская австро-русско-прусская армия фельдмаршала Шварценберга (133 тысячи, 578 орудий). В ходе сражения подтянулись Северная прусско-русско-шведская армия кронпринца Бернадота (58—85 тысяч, 256 орудий), Польская русская армия генерала Беннигсена (46 тысяч, 162 орудия) и 1-й австрийский корпус фельдмаршала Коллоредо (8 тысяч, 24 орудия). Союзная армия состояла из 127 тысяч русских, 89 тысяч подданных Австрии (австрийцы, венгры, славяне), 72 тысяч пруссаков, 18 тысяч шведов.
Главнокомандующим союзными войсками считался австрийский фельдмаршал князь Карл Шварценберг. Потомок древнего рода, в кампанию 1805 года во главе дивизии успешно сражался под Ульмом против французов. Во время Русской кампании 1812 года командовал австрийским вспомогательным корпусом (около 30 тысяч) в составе Великой армии Наполеона. Действовал крайне осторожно и сумел избежать больших сражений с русскими войсками. После разгрома Наполеона в России в активных боевых действиях не участвовал, но прикрывал тыл отступающего французского 7-го корпуса генерала Ренье. После присоединения Австрии к Шестой коалиции против Наполеона в августе 1813 года назначен командующим союзной Богемской армией. В сражении при Дрездене Богемская армия потерпела поражение и отступила в Богемию, где оставалась до начала октября. Создал себе репутацию осторожного полководца, умеющего поддерживать хорошие отношения с монархами.
Хотя российскими войсками командовали генералы, из которых наиболее влиятельным был Барклай-де-Толли, император Александр I вмешивался в оперативное руководство. Александр стал основным создателем Шестой коалиции 1813 года против Наполеона. Вторжение наполеоновских армий в Россию было воспринято Александром не только как величайшая угроза России, но и как личное оскорбление, а сам Наполеон стал для него личным врагом. Александр поочерёдно отвергал все предложения мира, так как считал, что это обесценило бы все жертвы, понесённые во время войны. Много раз дипломатичный характер русского монарха спасал коалицию. Наполеон считал его «изобретательным византийцем», северным Тальма, актёром, который способен играть любую заметную роль.
Король Пруссии Фридрих-Вильгельм III не вмешивался в оперативное руководство прусскими войсками. Потеряв в результате Тильзитского мира половину владений, он был вынужден подписать договор, согласно которому Пруссия выставляла 20 тысяч солдат в помощь французской армии в Русском походе 1812 года. Однако некоторые антифранцузски настроенные офицеры и политики (Гнейзенау, Штейн и другие) создали русско-немецкий легион (в ноябре 1812 года насчитывал 8 тысяч солдат), воевавший с наполеоновской армией. В марте 1813 года Фридрих-Вильгельм выступил с воззванием к своему народу, которым санкционировал освободительную войну против французов. Характер прусского короля не отличался твёрдостью; он был вынужден присоединиться к восстанию своего народа против Наполеона, чтобы не потерять корону.
Северную прусско-русско-шведскую армию возглавлял бывший наполеоновский маршал кронпринц Бернадот, будущий король Швеции Карл XIV Юхан. Назначенный после Тильзитского мира командующим оккупационной французской армией и наместником в Северной Германии и Дании, он быстро приобрёл симпатии местного населения, но уже тогда у него начали складываться с Наполеоном натянутые отношения. Собранный королём Швеции Карлом XIII для избрания преемника государственный совет единогласно решил предложить корону кронпринцу Бернадоту. Единственным условием было принятие им лютеранской веры. 31 октября 1810 года Бернадот был представлен собранию государственных чинов в Стокгольме, а 5 ноября усыновлён королём. В 1812 году Бернадот порвал отношения с Францией и заключил союз с Россией. Полководческих дарований нигде не проявил, но тем не менее пользовался уважением монархов Европы как бывший маршал Наполеона. В войне 1813 года старался не посылать в бой немногочисленный шведский контингент (20—24 тысячи), желая сохранить его для завоевания Норвегии.

## Ход битвы

### Диспозиция противников накануне битвы
15 октября Наполеон расположил свои войска вокруг Лейпцига, при этом большую часть своей армии (около 110 тысяч) — южнее города вдоль реки Плайсе, от Конневица до деревни Маркклееберг, затем далее на восток через деревни Вахау (с 1994 года в составе Маркклееберга) и Либертвольквиц до Хольцхаузена. Корпус генерала Бертрана (12 тысяч) у Линденау прикрывал дорогу на запад. На севере находились войска маршалов Мармона и Нея (50 тысяч).
Союзники к этому моменту имели в наличии около 200 тысяч солдат, так как 1-й австрийский корпус фельдмаршала Коллоредо и русская Польская армия генерала Беннигсена, равно как и Северная армия кронпринца Бернадота, насчитывавшие около 100 тысяч солдат, только подтягивались к месту битвы. Силы союзников заключались прежде всего в Богемской армии, при которой находились русский император Александр I и прусский король Фридрих Вильгельм III.
Наполеон планировал 16 октября атаковать богемскую армию до подхода остальных войск союзников, рассчитывая разгромить или по крайней мере сильно ослабить её. Союзники считали же наступление необходимым, желая предотвратить сосредоточение сил Наполеоном, а также опасаясь, что тот, пользуясь своим центральным положением, может отдельно разбить Северную армию.
Согласно плану главнокомандующего фельдмаршала Шварценберга, основная часть армии должна была преодолеть сопротивление возле Конневица, пробиться сквозь болотистую низину между реками Вайсе-Эльстер и Плайсе, обойти правый фланг французов и занять кратчайшую, западную дорогу на Лейпциг. Около 20 тысяч солдат под командованием австрийского маршала Гиулая должны были атаковать западный пригород Лейпцига, Линденау, а фельдмаршал Блюхер — наступать на Лейпциг с севера, со стороны Шкойдица.
После возражений Александра I, указывавшего на сложность форсирования такой территории, для выполнения своего плана Шварценберг получил лишь 35 тысяч австрийцев из 2-го корпуса генерала Мерфельда под общим командованием наследного принца Фридриха Гессен-Гомбургского. 4-й австрийский корпус Кленау, русские войска генерала Витгенштейна и прусский корпус фельдмаршала Клейста под общим командованием российского генерала Барклая-де-Толли должны были атаковать французов в лоб с юго-востока. Таким образом, Богемская армия оказалась разделённой реками и болотами на три части: на западе — австрийцы Гиулая, другая часть австрийской армии действовала на юге между реками Вайсе-Эльстер и Плайсе, и остальная часть Богемской армии под начальством генерала Барклая-де-Толли — на юго-востоке.

### 16 октября
День 16 октября выдался пасмурным. Ещё до рассвета русско-прусская армия генерала Барклая-де-Толли начала выдвижение и около 8 часов утра открыла артиллерийский огонь по врагу. Авангардные колонны союзников начали наступление на позиции французских войск.
Русские (14-я дивизия генерала Хельфрайха) и прусские (12-я бригада и 4 батальона 9-й бригады) войска под командованием фельдмаршала Клейста около 9 часов 30 минут утра захватили деревню Марклеберг, обороняемую маршалами Ожеро и Понятовским: четырежды они были выбиты оттуда и четырежды вновь брали деревню штурмом.
Находившаяся восточнее деревня Вахау, где стояли войска под командованием самого императора Наполеона, также была взята русскими (2-й пехотный корпус, около 5 тысяч; кавалерия генерала Палена — гусары, уланы и казаки, около 2 тысяч) и прусскими (9-я бригада, до 6 тысяч) войсками под командованием герцога Евгения Вюртембергского. Однако из-за потерь от обстрела французской артиллерии к полудню Вахау была вновь оставлена. Несколько батальонов закрепились в лесу на границе с деревней.
5-я русская дивизия генерала Мезенцева (5 тысяч), 10-я прусская бригада генерала Пирха (свыше 4 тысяч) и 11-я прусская бригада генерала Цитена (свыше 5 тысяч) под общим командованием генерала Горчакова и 4-й австрийский корпус Кленау (до 25 тысяч) наступали на деревню Либертвольквиц, которую обороняли 5-й пехотный корпус генерала Лористона (свыше 13 тысяч солдат, 50 орудий) и корпус маршала Макдональда (18 тысяч). После ожесточённого сражения за каждую улицу деревня была взята, однако обе стороны понесли тяжёлые потери. После подхода к французам подкрепления в виде 36-й дивизии, союзники к 11 часам были вынуждены оставить Либертвольквиц.
Весь фронт союзников был так ослаблен битвой, что лишь с трудом мог защищать исходные позиции. Операция австрийских войск против Конневица также не принесла успеха, и после полудня главнокомандующий Шварценберг направил австрийский корпус на помощь генералу Барклаю-де-Толли.
Наполеон решил перейти в контрнаступление. Около трёх часов дня до 10 тысяч французской кавалерии под командованием маршала Мюрата попытались прорвать центральный фронт союзников у деревни Вахау. Они сумели прорваться к холму, на котором находились союзные монархи и главнокомандующий Шварценберг, однако были остановлены благодаря контратаке Лейб-гвардии казачьего полка под командованием полковника Ефремова.
Также неудачей окончилось наступление 5-го французского пехотного корпуса генерала Лористона на Гюльденгоссу. Когда Шварценберг понял стратегическую важность этой позиции, он приказал подтянуть к ней резервные части под командованием великого князя Константина Павловича.
Наступление войск австрийского маршала Гиулая на Лиденау также было отбито французским генералом Бертраном, однако важного успеха добилась Силезская армия. Не дожидаясь подхода Северной армии кронпринца Бернадота, фельдмаршал Блюхер отдал приказ присоединиться к общему наступлению. Под деревнями Видерич и Мёккерн его войска столкнулись с ожесточённым сопротивлением. Оборонявший деревню Видериц польский генерал Домбровский целый день удерживал её от захвата русскими войсками генерала Ланжерона. 17 тысяч солдат под командованием маршала Мармона, оборонявшие Мёккерн, получили приказ оставить свои позиции и следовать на юг к Вахау, в результате чего они покинули хорошо укреплённые позиции на севере.
Узнав о приближении противника, Мармон решил задержать его и послал к маршалу Нею просьбу о помощи. Командовавший на этом участке 20-тысячным корпусом прусский генерал Йорк после многих атак взял деревню, потеряв 7 тысяч солдат. Корпус Мармона был уничтожен. Таким образом, был прорван фронт французских войск севернее Лейпцига, войска 2-го корпуса Наполеона оказались отвлечены от участия в ключевой битве при Вахау.
С наступлением ночи боевые действия затихли. Наступление стоило союзникам около 20 тысяч убитыми и ранеными. Несмотря на успешные контратаки союзников под Гюльденгоссой и в Университетском лесу (возле деревни Вахау), большая часть поля боя осталась за французами. Они оттеснили войска союзников от Вахау до Гюльгенгоссы и от Либертвольквица до Университетского леса, однако не смогли прорвать фронт. В целом день закончился без особого преимущества для сторон.

### 17 октября
В боях накануне Наполеону не удалось разгромить противника. К союзникам шло подкрепление в 100 тысяч солдат, в то время как французский император мог рассчитывать лишь на корпус фон Дюбена.
Император Наполеон осознавал опасность, однако, надеясь на родственные связи с императором Австрии Францем II, не покинул ставшей крайне уязвимой позиции под Лейпцигом. Через пленённого при Конневице австрийского генерала Мерфельда поздно ночью 16 октября он передал противникам свои условия перемирия — те самые, что уже принесли ему мир в августе. Он соглашался уступить Варшавское герцогство, Голландию и ганзейские города, восстановить независимость Италии, отказывался от Рейнского Союза и Испании и требовал только возврата захваченных англичанами французских колоний. Однако в этот раз союзники не удостоили императора ответом. По мнению некоторых исследователей, предложение перемирия оказалось серьёзной психологической ошибкой Наполеона: разочарованные итогами предыдущего дня союзники поверили в слабость французов, если император первым предлагает мир.
Воскресный день 17 октября прошёл по большей части спокойно, лишь на севере войска фельдмаршала Блюхера, взяв деревни Ойтрич (нем. Eutritzsch) и Голис (нем. Golis), подступили вплотную к Лейпцигу.
В два часа дня в деревне Зестевиц собрался военный совет союзников. В это же время было получено сообщение о прибытии Польской армии генерала Беннигсена (54 тысячи). Главнокомандующий Шварценберг хотел немедленно возобновить сражение, однако Беннигсен заявил, что его солдаты слишком устали от долгого перехода. Было решено возобновить наступление в 7 часов утра следующего дня.
Для усиления армии Беннигсену были переданы 4-й австрийский корпус Кленау, 11-я прусская бригада генерала Цитена и казаки генерала Платова, что увеличило её численность до 75 тысяч.

### 18 октября
В два часа ночи 18 октября Наполеон оставил свои старые позиции, защищать которые из-за недостатка войск было практически невозможно, и отступил на расстояние одного часа пути от Лейпцига. Новую позицию обороняли 150 тысяч солдат, что было явно недостаточно для отражения союзников, располагавших к этому моменту тремястами тысячами солдат при 1400 орудиях. Несмотря на это, бои 18 октября были крайне ожесточёнными и далеко не на всех участках удачными для союзников. В семь часов утра главнокомандующий Шварценберг отдал приказ о наступлении.
Наполеон, управляя войсками из ставки у табачной мельницы в Штёттерице, оборонялся яростнее, чем это было необходимо для прикрытия отступления. Колонны союзников переходили в наступление неравномерно, некоторые из них двинулись слишком поздно, из-за чего удар не был нанесён по всему фронту одновременно. Наступавшие на левом фланге австрийцы под командованием наследного принца Фридриха Гессен-Гомбургского атаковали позиции французов под Дёлицем, Дёзеном и Лёснигом, стремясь оттеснить французов от реки Плайсе. Сначала был взят Дёлиц, а около 10 часов — Дёзен. Принц Гессен-Гомбургский был тяжело ранен, командование взял на себя фельдмаршал Коллоредо. Французские войска были оттеснены до Конневитца, однако там им на помощь пришли посланные Наполеоном две дивизии под командованием маршала Удино. Австрийцы были вынуждены отступить, оставив Дёзен. Перегруппировавшись, они вновь перешли в наступление и к обеду захватили Лёсниг, однако повторно взять Конневиц, обороняемый поляками и Молодой гвардией под командованием маршалов Удино и Ожеро, им не удалось.
Упорный бой разгорелся под Пробстхайдой, обороняемой маршалом Виктором от генерала от инфантерии Барклая-де-Толли. Наполеон послал туда Старую гвардию и гвардейскую артиллерию генерала Друо (около 150 орудий). Старая Гвардия попыталась развить контрнаступление на юг, однако была остановлена огнём артиллерии, располагавшейся на небольшом холме в 500 м от места сражения. До конца светового дня союзникам не удалось взять Пробстхайду, бой продолжился после наступления темноты.
Около двух часов дня на правом фланге армия генерала Беннигсена, перешедшая в наступление с опозданием, захватила Цукельхаузен, Хольцхаузен и Паунсдорф. В штурме Паунсдорфа, несмотря на возражения кронпринца Бернадота, также участвовали части Северной армии, прусский корпус генерала Бюлова и русский корпус генерала Винцингероде. Части Силезской армии под командованием генералов Ланжерона и Сакена захватили Шёнефельд и Голис. В бою под Паунсдорфом были успешно применены входившие в Северную армию английские ракетные батареи.
В разгар боя вся Саксонская дивизия (3 тысячи солдат, 19 орудий), сражавшаяся в рядах наполеоновских войск, перешла на сторону союзников. Чуть позже то же совершили вюртембергские и баденские части.
Последствия отказа немцев сражаться за Наполеона образно переданы следующей цитатой:

«Страшная пустота зазияла в центре французской армии, точно вырвали из неё сердце».

Лорд Байрон откликнулся на это событие такими строками:
«От Льва саксонский вкрадчивый шакал к Лисе, к Медведю, к Волку убежал.»
Здесь Лев — Франция, Лиса — Австрия, Медведь — Россия, Волк — Пруссия.
К вечеру на севере и востоке французы были оттеснены на расстояние 15-минутного марша от Лейпцига. После 6 часов вечера наступила темнота, боевые действия прекратились, войска готовились к возобновлению сражения на следующее утро. Уже после того, как Наполеон дал приказ об отступлении, начальник его артиллерии представил доклад, в котором сообщалось, что за пять дней боёв было израсходовано 220 тысяч ядер; осталось всего 16 тысяч, и подвоза не ожидалось.
Главнокомандующий Шварценберг сомневался в необходимости принуждать всё ещё опасного противника к отчаянной битве. Австрийский маршал Гиулай получил приказ лишь наблюдать за французами и не атаковать Линденау. Благодаря этому французский генерал Бертран смог воспользоваться дорогой на Вайсенфельс, через Линденау в направлении Заале, куда за ним потянулись обоз и артиллерия. Ночью началось отступление всей французской армии, гвардии, кавалерии и корпусов маршалов Виктора и Ожеро, в то время как маршалы Макдональд, Ней и генерал Лористон оставались в городе для прикрытия отступления.

### 19 октября
Так как Наполеон при планировании битвы рассчитывал только на победу, то подготовка отступления оказалась недостаточно продуманной. В распоряжении всех колонн оказалась только одна дорога — на Вайсенфельс.
Диспозиция союзников на 19 октября была составлена с расчётом на продолжение сражения. Предложения русского императора Александра I о форсировании реки Плайсе и прусского фельдмаршала Блюхера о выделении 20 тысяч кавалерии для преследования неприятеля были отклонены. Когда утренний туман рассеялся, стало ясно, что штурма Лейпцига не понадобится. Король Саксонии Фридрих-Август I прислал офицера с предложением сдать город без боя, если французским войскам будет гарантировано четыре часа на отступление. Император Александр I отклонил его и послал своих адъютантов к колоннам с приказом о наступлении в 10 часов утра.
По словам британского посланника Кэткарта, Фридрих-Август запросил о мире, когда союзники уже начали обстреливать Лейпциг. Российский генерал Толь, доставивший ответ Александра Фридриху-Августу, был вынужден организовать охрану саксонскому королю от русских солдат, которые стали штурмовать дворец.
В то время как французская армия в толчее протискивалась через западные Рандштедские ворота, и сам Наполеон лишь с трудом смог выбраться из города, русские войска под командованием генералов Ланжерона и Сакена захватили северный пригород (нем. Hallesche Vorstadt), пруссаки под командованием генерала Бюлова — восточный пригород (нем. Grimmaische Vorstadt), южные ворота Лейпцига — Петерстор — были взяты русскими войсками генерала Беннигсена. Паника среди оставшихся защитников города достигла пика, когда по ошибке был взорван мост Эльстербрюкке, находившийся перед Рандштедскими воротами. Услышав крики: «Ура!» наступающих союзников, сапёры спешно взорвали мост, несмотря на то, что в городе оставалось ещё около 20 тысяч французов, в том числе маршалы Макдональд и Понятовский и генерал Лористон. Многие, в том числе маршал Понятовский, погибли при отступлении, остальные были взяты в плен.
К часу дня Лейпциг был полностью захвачен.

## Итоги битвы

### Исторические последствия
Сражение завершилось отступлением Наполеона из Саксонии. После разгрома французов под Лейпцигом на сторону Шестой коалиции перешла Бавария. Объединённый австро-баварский корпус под командованием баварского генерала Вреде попытался перерезать путь отступления французской армии на подходе к Рейну под Франкфуртом, но 31 октября был с потерями отброшен Наполеоном в сражении при Ханау. 2 ноября Наполеон переправился через Рейн во Францию, а ещё через два дня к Рейну подошли союзные армии и остановились там.
Вскоре после отступления Наполеона от Лейпцига маршал Сен-Сир сдал Дрезден со всем огромным арсеналом. Кроме Гамбурга, где отчаянно защищался маршал Даву, все остальные французские гарнизоны в Германии сдались до начала 1814 года. Подвластный Наполеону Рейнский союз германских государств распался, 12(24) ноября во Франкфурте-на-Майне был подписан акт о его роспуске. Французы эвакуировались из Голландии.
10 ноября во Франкфурте Меттерних в присутствии графа Нессельроде и английского министра лорда Эбердина вручил захваченному в плен при Лейпциге французскому дипломату барону Сент-Эньяну адресованные Наполеону мирные предложения, согласно которым Наполеон должен был отказаться от завоеваний в Германии, Голландии, Италии и Испании, но союзники соглашались оставить Францию в «естественных» пределах, ограничив её Рейном, Альпами и Пиренеями. Наполеон отказался принять представленные условия, но желая протянуть время для новой мобилизации, заявил через своих дипломатов о готовности вступить в переговоры с союзниками. В ответ союзники 19 ноября (1 декабря) 1813 года издали во Франкфурте прокламацию о том, что они ведут войну не против Франции, а против наполеоновского преобладания, имевшего гибельные последствия для Европы и самой Франции; изъявляя желание, чтобы Франция была могущественна и счастлива, они объявили, что хотят быть также спокойны и счастливы и что не положат оружие прежде, чем обеспечат будущность Европы прочным миром.
В первых числах января союзники начали кампанию 1814 года вторжением во Францию. Наполеон остался один с Францией против наступающей Европы, что привело в апреле 1814 года к его первому отречению от престола.

### Потери сторон
Французская армия по грубым оценкам потеряла под Лейпцигом 70—80 тысяч солдат, из них примерно 40 тысяч убитыми и ранеными, 15 тысяч пленными, ещё 15 тысяч захвачено в госпиталях и до 5 тысяч саксонцев перешло на сторону союзников. По данным французского историка Т. Ленца, потери наполеоновской армии составили 70 тысяч убитыми, ранеными и пленными, ещё 15—20 тысяч немецких солдат перешли на сторону союзников. Кроме боевых потерь, жизни солдат отступающей армии уносила эпидемия тифа. Известно, что Наполеон смог привести обратно во Францию только около 40 тысяч солдат. Среди погибших был и маршал Юзеф Понятовский (племянник короля Польши Станислава Августа), получивший свой маршальский жезл лишь за два дня до рокового события. 325 орудий достались союзникам как трофеи.
Потери союзников составили до 54 тысяч убитыми и ранеными, из них до 23 тысяч русских, 16 тысяч пруссаков, 15 тысяч австрийцев и 180 шведов.
В бою был смертельно ранен герой Отечественной войны генерал-лейтенант Неверовский. Были убиты генерал-лейтенант Шевич и ещё шесть генерал-майоров — Гине, Кудашев, Линдфорс, Мантейфель, Ревень, Шмидт. За сражение четыре генерала получили орден Св. Георгия 2-й степени. Исключительно высокая оценка, если учесть, что за Бородинское сражение орденом 2-й степени был удостоен всего один человек (Михаил Богданович Барклай-де-Толли), а всего за 150 лет существования Ордена 2-ю степень вручали лишь 125 раз.

## Память о битве
В первую годовщину битвы во многих городах Германии были проведены торжества. Немалую роль в этом сыграл немецкий писатель Эрнст Мориц Арндт, который в своём посвящённом битве произведении Ein Wort über die Feier der Leipziger Schlacht требовал появления национальных тевтонских праздников.
Сами по себе празднования представляли смесь традиционных народных праздников, церковных торжеств и некоторых элементов национальных праздников Франции и США: шествий, публичных выступлений с обычно патриотическим содержанием, салютов, костров, богослужения на следующий день и вечерних танцев или бала. Праздничные мероприятия в основном были тематически связаны с природой и историей Германии, содержали религиозные мотивы и имели ярко выраженный антифранцузский характер. Классическим примером такого торжества был Вартбургский фестиваль в 1817 году.
В 1821 году участниками экспедиции Беллинсгаузена—Лазарева в ознаменование победы русских войск под городом Лейпциг был назван нанесённый ими на карту остров в Антарктиде (остров Лейпциг [Нельсон], Южные Шетландские острова, 62° ю.ш., 59° з.д.).
В германских государствах 18 октября долгое время отмечалось как начало возрождения. Были созданы многочисленные памятники, отмечающие известные места боя: чугунный обелиск на «холме Монархов», где располагалась ставка союзников (1847); памятник князю Шварценбергу (каменный куб неподалёку от Мойсдорфа), камень Наполеона возле Тонберга, многочисленные монументы, установленные Теодором Апелем («апельштайны») и несколько памятников, воздвигнутых в самом городе.
В 1863 году 50-летний юбилей битвы отмечался особенно торжественно. Затем события 1866 и 1871 годов отодвинули память о битве на второй план. В 1875 году в честь битвы новый корвет императорских военно-морских сил был назван «Лейпциг».
К столетнему юбилею в 1913 году были открыты Памятник битве народов и Храм-памятник русской славы в Лейпциге, под церковным алтарём которого, в часовне-склепе находятся саркофаги с останками генералов Шевича и Кудашева, подполковника Таврического гренадерского полка Юргенева, а также останки неизвестных русских солдат. На монетном дворе Мюльденхуттен была выпущена памятная монета достоинством в 3 марки, посвящённая 100-летию Битвы народов.
В Лейпциге и окрестностях существуют множество музеев, посвящённых битве народов и условиям жизни того времени: мемориальный музей Либервольквитца, региональный музей Маркклееберга, музей оловянных фигур в Дёлице, музей медицинской помощи и лазаретов в Зайфертсхаине.
В 2013 году в России был выпущен почтовый блок, посвящённый 200-летию победы союзных армий в битве под Лейпцигом.

### В литературе и искусстве
Битве народов посвящены стихотворения Юлиуса Мозена и Карла Вебера.
Франц Бервальд написал в память о битве под Лейпцигом одноимённую «музыкальную картину для оркестра».
Эпизоды битвы отражены в картинах художников Виллевальде, Зауэрвейда, Кнётеля, Суходольского.
Ход битвы воссоздаётся в компьютерной стратегической игре Napoleon's Campaigns: 1813 & 1815.
Немецкая группа D’Artagnan выпустила песню Völkerschlacht, посвящённую Битве народов.

### Памятник Битве народов
В память о сражении под Лейпцигом в 1898—1913 годах был сооружён памятник Битве народов.
Впервые идея сооружения такого памятника была предложена вскоре после самой битвы Эрнстом Морицем Арндтом. Но поскольку Саксония, участвовавшая в битве на стороне Наполеона, понесла серьёзный территориальный ущерб, идея памятника не встретила горячей поддержки. После приуроченной к 50-летию Битвы закладки первого камня в 1863 году, до конца XIX века серьёзных планов создания памятников не появлялось.
18 октября 1898 года памятник был вторично заложен и после 15-летнего строительства торжественно открыт 18 октября 1913 года. В непосредственной близости от памятника находится камень Наполеона, отмечающий место, где 18 октября 1813 года располагалась его ставка.
В эпоху ГДР руководство страны долго размышляло над тем, стоит ли снести памятник, который казался символом германского национализма. Однако благодаря тому факту, что монумент также прославлял «русско-немецкое братство во оружии», он был оставлен.

## Комментарии
1. ↑  Не существует точной статистики потерь французской армии. Цифры, приводимые разными авторами, разнятся и зависят от методики подсчёта.